# Camp d'en Grassot i Gràcia Nova

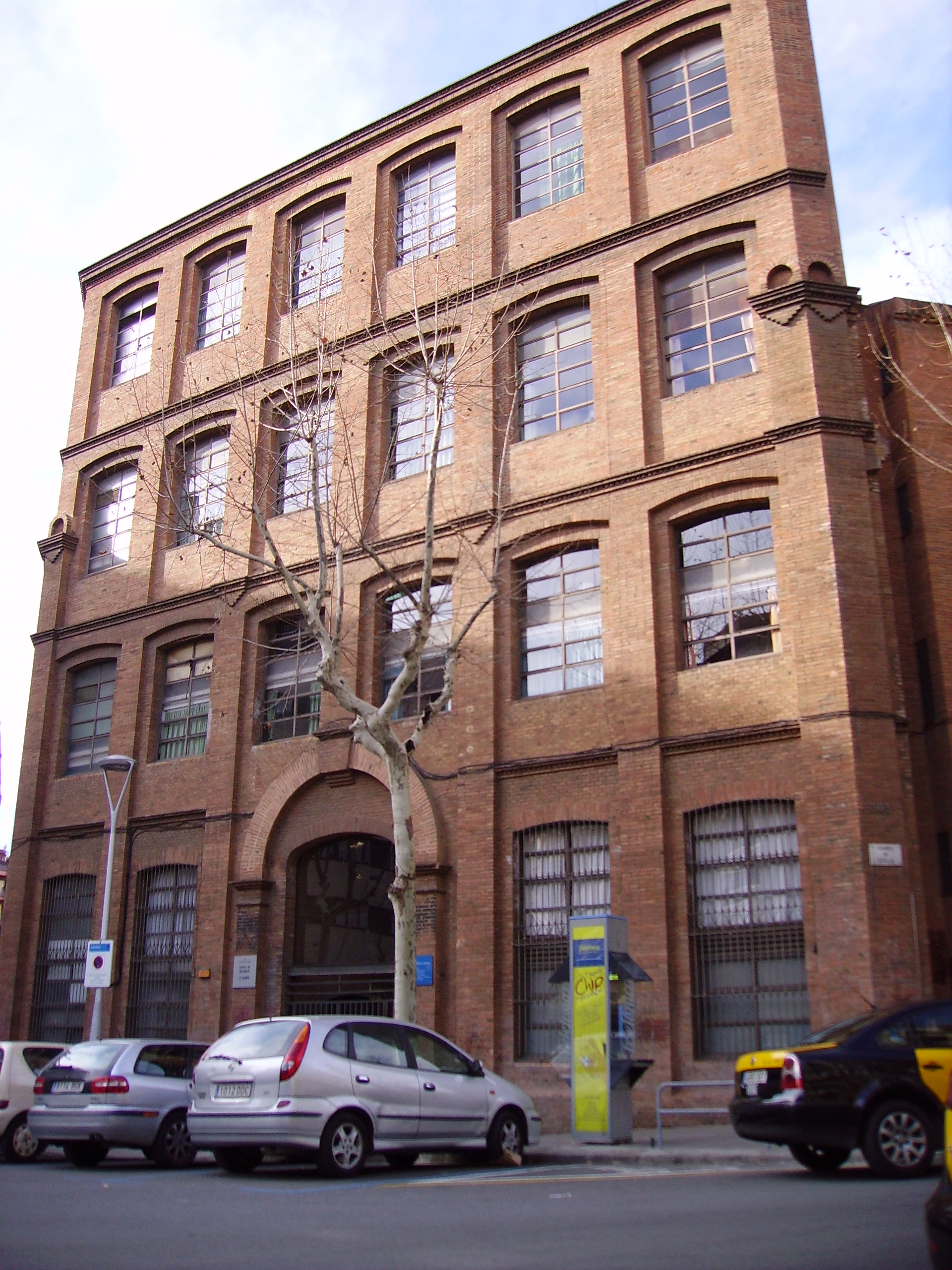
De gevel van La Sedeta

Camp d'en Grassot of El Camp d'en Grassot i Gràcia Nova is een buurt in het district Gràcia in Barcelona, Catalonië in Spanje.

## Monumenten
De gevel van de oude zijdefabriek (La Sedeta) is een overblijfsel van een belangrijke economische periode van 1899 tot 1976.